# St. Johannes Baptist (Bruchhausen)

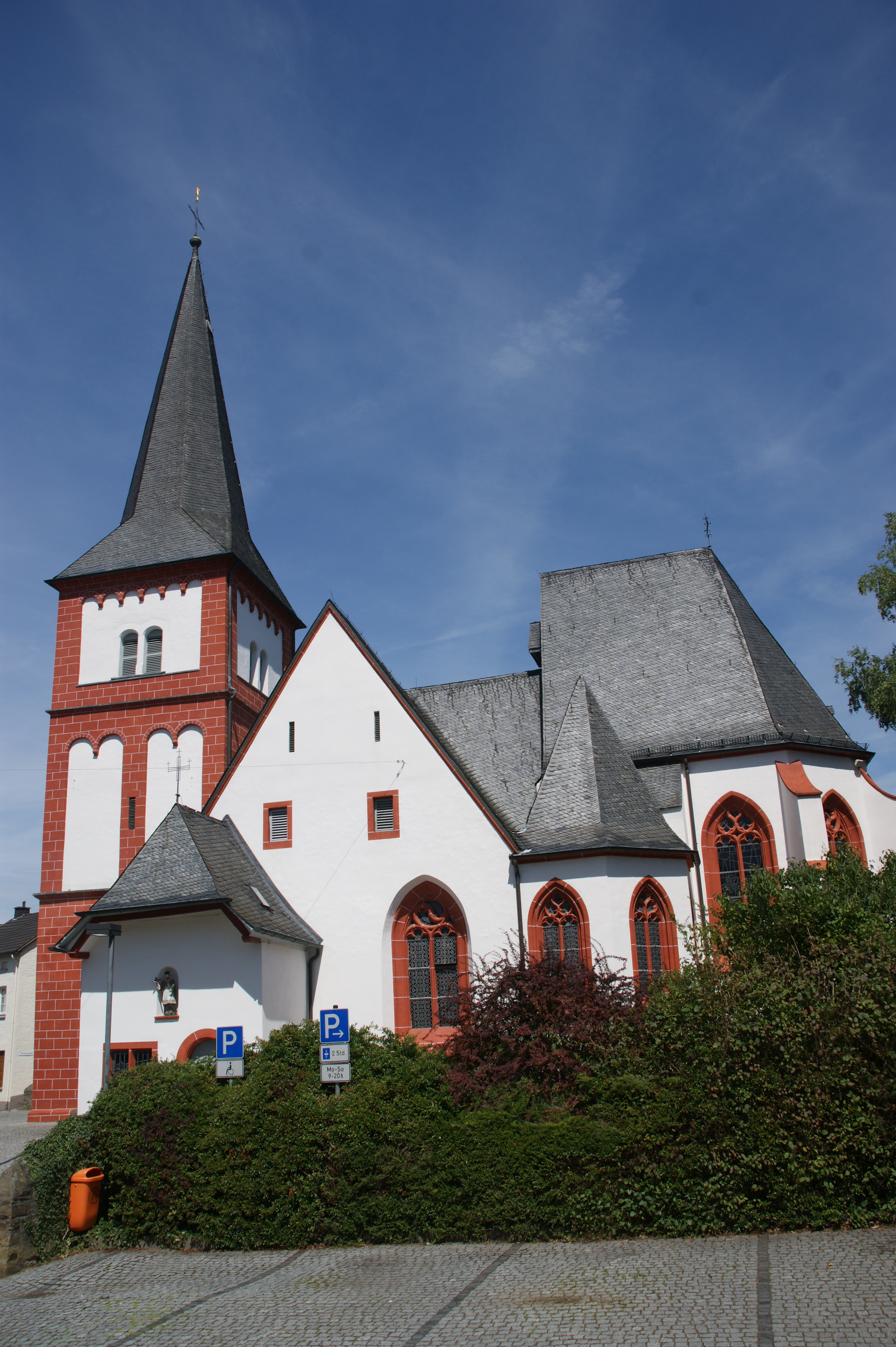
St. Johannes Baptist

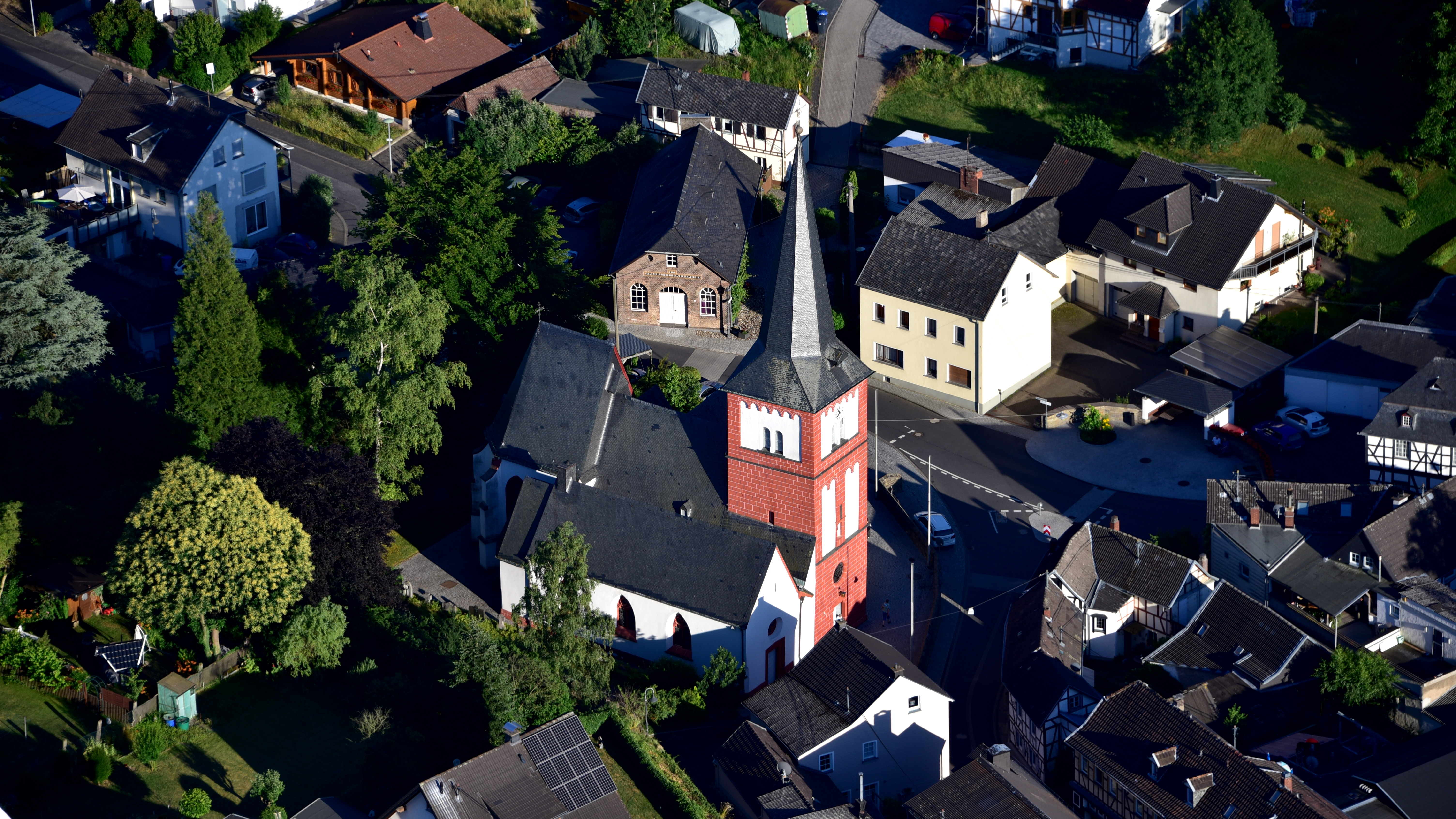
St. Johannes Baptist, Luftaufnahme (2019)

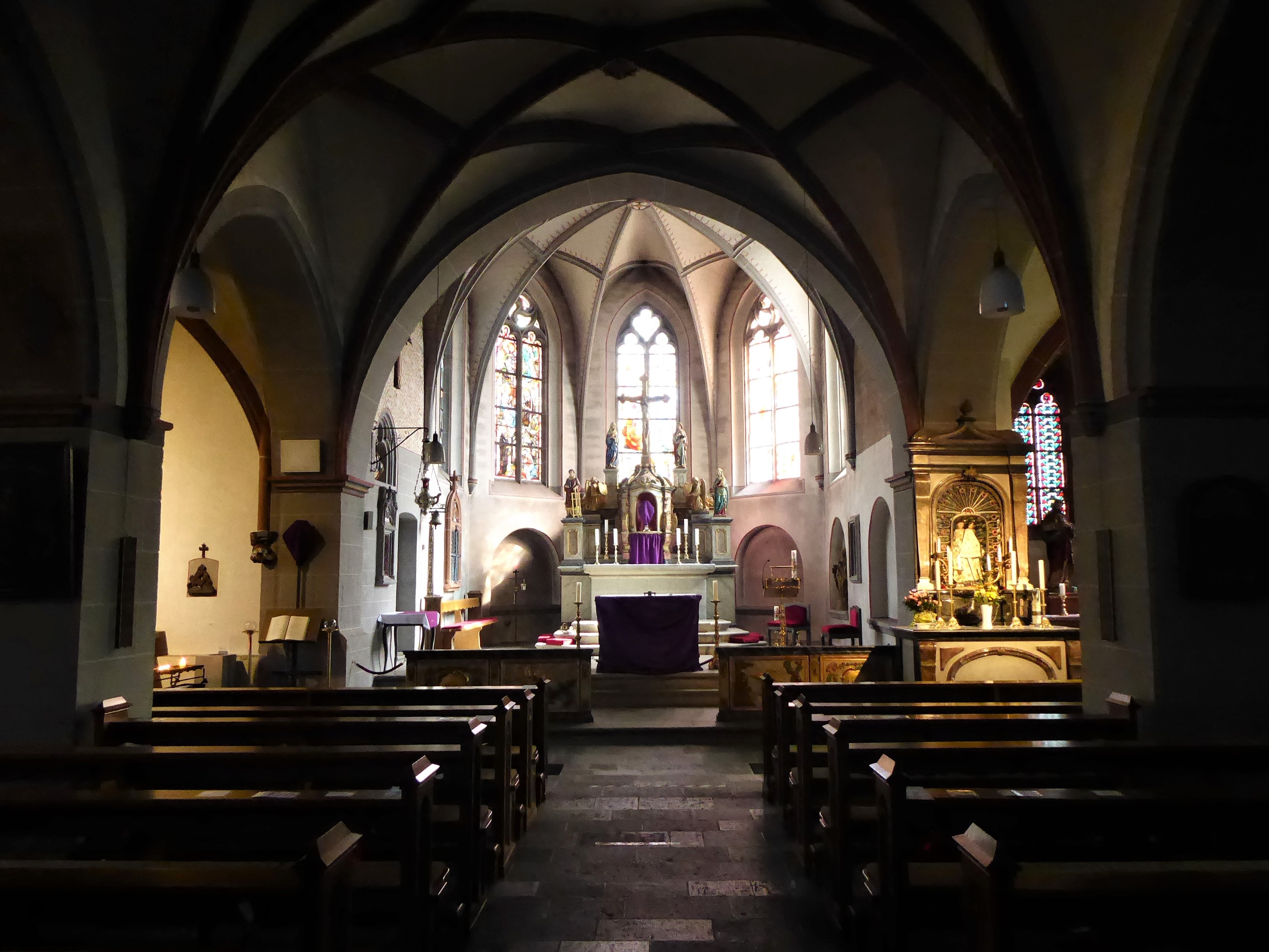
Innenraum

Die römisch-katholische Marienwallfahrtskirche St. Johannes Baptist ist ein denkmalgeschütztes Kirchengebäude in Bruchhausen (Landkreis Neuwied). Die Kirche gehört zum „Katholischen Seelsorgebereich Verbandsgemeinde Unkel“ im Sendungsbereich am Siebengebirge im Erzbistum Köln.

## Geschichte
Die katholische Pfarrkirche wurde um 1230 als flachgedeckte romanische Basilika gebaut. Um 1500 wurde sie zu einer gotischen Hallenkirche mit Netzgewölben erweitert und mit einem hohen Chor versehen. Von der romanischen Ursprungskirche sind noch die Langhauswände und der Turm erhalten.

## Ausstattung
- Das bedeutendste Kunstwerk ist die Darstellung des Totentanzes auf einem Gemälde des 17. Jahrhunderts. In zwei Abschnitten werden 20 Personen aus verschiedenen Ständen mit dem Tod gezeigt.
- Eine Mariendarstellung der Kölner Schule,[1] eine Madonna mit Jesuskind aus dem 14. Jahrhundert ist das von Gläubigen verehrte Wallfahrtsbild.
- Auf dem linken Seitenaltar befindet sich eine weitere stehende Madonna aus Kalkstein mit polychromer Fassung. Sie wird dem Meister der Karmeliter-Madonna in Mainz (Anfang des 15. Jh.) zugeschrieben. Sie wurde als „Trösterin der Betrübten“ bis ins Jahr 1745 verehrt.
- Ein Glasfenster schuf  Otto Linnemann im Jahr 1923.

## Orgel
Nachdem man sich viele Jahre mit einem Harmonium und später mit einer elektronischen Orgel beholfen hatte, entschied man sich anlässlich der bevorstehenden Kirchenrenovierung im Jahre 2005 für den Einbau einer Pfeifenorgel. Diese wurde ursprünglich im Jahre 1962 von der Firma Anton Feith aus Paderborn für eine Dortmunder Kirche erbaut. Da diese geschlossen wurde, wurde das Instrument 2006 nach kurzer Lagerfrist von der Firma Orgelbau Schulte aus Kürten nach Bruchhausen transloziert. 2007 wurde eine Zusatzlade durch die Firma Schulte angebaut. Das hierfür benötigte Pfeifenmaterial entstammt einer englischen Orgel. Lediglich der geplante Einbau der Pedalzunge (vormals Rauschwerk III) wurde noch nicht vollzogen, ist aber bereits vorbereitet.
| I Hauptwerk                |       |
| Quintadena (ab G)          | 16′   |
| Prinzipal                  | 8′    |
| Rohrflöte                  | 8′    |
| Gambenschwebung II (ab c1) | 8′    |
| Gemshorn                   | 4′    |
| Prinzipal                  | 2′    |
| Sesquialtera II            | 2 ⁄3′ |
| Mixtur V                   | 1 ⁄3′ |
| Trompete                   | 8′    |

| II Unterwerk |    |
| Gedackt      | 8′ |
| Weidenpfeife | 8′ |
| Prinzipal    | 4′ |
| Koppelflöte  | 4′ |
| Piccolo      | 2′ |
| Krummhorn    | 8′ |

| Pedal             |              |
| Subbass           | 16′          |
| Prinzipalflöte    | 8′           |
| Piffaro II        | 4′+2′        |
| Liebliche Posaune | 16′ (vakant) |

- Koppeln:
  - Normalkoppeln: II/I, I/P, II/P
- Spielhilfen: 1 freie Kombination, Tutti, Crescendowalze, Absteller für die Walze, Absteller für die Terz aus dem Sesquialter, Zungenabsteller, Auslöser

## Glocken
Neben den beiden kleinen Uhrglocken, über die leider nichts bekannt ist, erklingen drei Glocken aus dem Turm:
| Nr. | Name                        | Nominal (16tel) | Gewicht (kg) | Durchmesser (mm) | Gussjahr | Gießer                                          | Inschrift |
| 1   | Jesus + Maria               | e1 +3           | 900          | 1.096            | 1635     | Nikolaus Gomon, Claudius Lamiral, Arnsberg/Bonn | „JESUS MARIA HEISCHE ICH DIE SEELEN ZUR BUESZ BERUFFE ICH DAS BOES WETTER VERTREIBE ICH GODEFRIDUS PASTOR BESTALT MICH NICOLAS GOMON UND CLAUDI LAMIRAL 1635“                                                          |
| 2   | „Alte“ Jesus + Maria        | a1 +0           | 650          | 985              | 1423     | Christian Duisterwalt, Cöln                     | „Ghesus maria heiccen ich christianus duistcrwald gocs micch anno domini m cccc xx iii“ (1423) |
| 3   | Schmerzhafte Jungfrau Maria | h1 -7           | 350          | 803              | 1649     | Johannes Bourlet, Jülich                        | „IN HONOREM DOLORISSIMAE VIRGINIS MARIAE MATRIS DEI ME FECIT 1 6 9 4 I Bourlet G(urlich = Jülich) M(eister).“ (Zu Ehren der schmerzhaften Jungfrau Maria, der Mutter Gottes. Mich goss 1694 Bourlet, Jülich, Meister.) |

Quelle: Gerhard Hoffs: Glocken im Dekanat Königswinter.